# شباب أندلسيا
شباب أندلسيا كان جناح الشباب من حزب أندلسيا في أندلسية إسبانيا. اعتبارًا من عام 2012 كان ديفيد جوميز هو السكرتير الوطني لـ شباب أندلسيا. وهو عضو في مجلس شباب الأندلس.
عقد شباب أندلسيا مؤتمره الثالث في توريمولينوس في مارس 1988. وفي المؤتمر تبنى قرارًا يدعو إلى حق تقرير المصير للأندلس. انتخب المؤتمر جوليان ألفاريز وهو طالب القانون أمينًا عامًا جديدًا له. أصبح ألفاريز فيما بعد الأمين العام للحزب الأم.
اعتبارًا من عام 2007 شغل ميغيل أنخيل خيمينيز منصب الأمين العام لـ شباب أندلسيا. بعد تفويض خيمينيز يقوم عضو جامعي بإدارة المنظمة.
اعتبارًا من ديسمبر 2013 وبعد المؤتمر الوطني الثالث عشر الذي عقد في كوريا ديل ريو، تم انتخاب فرانسيسكو بينيتيز دي لا لاما أمينًا عامًا.
بعد حل حزب الأم حزب أندلسيا في عام 2015، حافظ شباب أندلسيا على نشاطه السياسي.